# میمیکا ایر
میمیکا ایر (به انگلیسی: Mimika Air) یک شرکت هواپیمایی است که در تاریخ ۱۹۹۸ میلادی تأسیس شده است. پایگاه اصلی این شرکت در فرودگاه هالیم پرداناکوسوما قرار دارد.